# Dendrophilus xavieri
Dendrophilus xavieri är en skalbaggsart som beskrevs av Sylvain Auguste de Marseul 1873. Dendrophilus xavieri ingår i släktet Dendrophilus och familjen stumpbaggar. Inga underarter finns listade i Catalogue of Life.